# Holywell (Kornwalia)
Holywell – wieś w Anglii, w Kornwalii. Leży 42 km na północny wschód od miasta Penzance i 373 km na zachód od Londynu.